# Episodi di The Adventures of Ozzie and Harriet (settima stagione)
La settima stagione della serie televisiva The Adventures of Ozzie and Harriet è stata trasmessa in anteprima negli Stati Uniti d'America dalla ABC tra il 1º ottobre 1958 e il 17 giugno 1959.
| nº | Titolo originale               | Titolo italiano | Prima TV USA     | Prima TV Italia |
| -- | ------------------------------ | --------------- | ---------------- | --------------- |
| 1  | David Loses His Poise          |                 | 1º ottobre 1958  |                 |
| 2  | David Becomes a Football Coach |                 | 8 ottobre 1958   |                 |
| 3  | A Surprise for Clara           |                 | 15 ottobre 1958  |                 |
| 4  | The Pony                       |                 | 22 ottobre 1958  |                 |
| 5  | Stealing Rick's Girl           |                 | 29 ottobre 1958  |                 |
| 6  | Ozzie's Daughters              |                 | 5 novembre 1958  |                 |
| 7  | Ozzie Spills the Beans         |                 | 12 novembre 1958 |                 |
| 8  | Rick's Riding Lesson           |                 | 19 novembre 1958 |                 |
| 9  | Harriet Creates a Triangle     |                 | 26 novembre 1958 |                 |
| 10 | The Dress Shop                 |                 | 3 dicembre 1958  |                 |
| 11 | The Motorcycle                 |                 | 10 dicembre 1958 |                 |
| 12 | Helpful Neighbor               |                 | 17 dicembre 1958 |                 |
| 13 | The Runaways                   |                 | 24 dicembre 1958 |                 |
| 14 | Rick's Scientific Date         |                 | 14 gennaio 1959  |                 |
| 15 | Rick's Dinner Guests           |                 | 21 gennaio 1959  |                 |
| 16 | Ozzie and the Space Age        |                 | 28 gennaio 1959  |                 |
| 17 | Jealous Joe Randolph           |                 | 4 febbraio 1959  |                 |
| 18 | The Composite Girl             |                 | 11 febbraio 1959 |                 |
| 19 | Ozzie's Old Teammate           |                 | 18 febbraio 1959 |                 |
| 20 | Newspaper Interview            |                 | 25 febbraio 1959 |                 |
| 21 | The Exploding Book             |                 | 4 marzo 1959     |                 |
| 22 | Ozzie Changes History          |                 | 11 marzo 1959    |                 |
| 23 | The Tent                       |                 | 18 marzo 1959    |                 |
| 24 | Ricky, the Bullfighter         |                 | 25 marzo 1959    |                 |
| 25 | Togetherness                   |                 | 1º aprile 1959   |                 |
| 26 | The Other Guy's Girl           |                 | 8 aprile 1959    |                 |
| 27 | The Treasurer's Son            |                 | 15 aprile 1959   |                 |
| 28 | Always a Bridegroom            |                 | 22 aprile 1959   |                 |
| 29 | Costume Dance                  |                 | 29 aprile 1959   |                 |
| 30 | Full House                     |                 | 6 maggio 1959    |                 |
| 31 | The Little Black Box           |                 | 13 maggio 1959   |                 |
| 32 | The Buckingham                 |                 | 20 maggio 1959   |                 |
| 33 | Girl in the Bowling Alley      |                 | 27 maggio 1959   |                 |
| 34 | Darby, the Rockhound           |                 | 3 giugno 1959    |                 |
| 35 | Taking Advantage of Harriet    |                 | 10 giugno 1959   |                 |
| 36 | Ozzie Plans a Surprise         |                 | 17 giugno 1959   |                 |